# مايك ديكسون
مايك ديكسون (بالإنجليزية: Mike Dixon)‏ (12 أكتوبر 1943 في المملكة المتحدة - 30 يناير 1993) هو لاعب كرة قدم بريطاني في مركز حراسة المرمى. لعب مع نادي ريدنغ ونادي سالزبري سيتي ونادي ألدرشوت.